# Lijst van voetbalinterlands Malawi - Seychellen
Deze lijst van voetbalinterlands is een overzicht van alle officiële voetbalwedstrijden tussen de nationale teams van Malawi en de Seychellen. De landen hebben tot op heden twee keer tegen elkaar gespeeld. De eerste ontmoeting, een groepswedstrijd tijdens de COSAFA Cup 2019, werd gespeeld in Durban (Zuid-Afrika) op 26 mei 2019. Het laatste duel, een groepswedstrijd tijdens de COSAFA Cup 2023, ond plaats op 9 juli 2023 in Durban.

## Wedstrijden
| № | Plaats | Datum       | Competitie      | Wedstrijd           | Uitslag |
| - | ------ | ----------- | --------------- | ------------------- | ------- |
| 1 | Durban | 26 mei 2019 | COSAFA Cup 2019 | Malawi − Seychellen | 3 − 0   |
| 2 | Durban | 9 juli 2023 | COSAFA Cup 2023 | Malawi − Seychellen | 2 − 0   |

## Samenvatting
| Competitie | Totaal gespeeld | Winst Malawi | Gelijk | Winst Seychellen | Doelsaldo Malawi – Seychellen |
| ---------- | --------------- | ------------ | ------ | ---------------- | ----------------------------- |
| COSAFA Cup | 2               | 2            | 0      | 0                | 5 − 0                         |
| Totaal     | 2               | 2            | 0      | 0                | 5 − 0                         |

FAM · 
Bondscoaches · 
Topscorers · 
Malawisch vrouwenelftal
1962 - 1969 · 
1970 - 1979 · 
1980 - 1989 · 
1990 - 1999 · 
2000 – 2009 · 
2010 – 2019 ·
2020 − 2029
Algerije ·
Angola ·
Bangladesh ·
Benin ·
Botswana ·
Burkina Faso ·
Burundi ·
Comoren ·
Congo-Brazzaville ·
Congo-Kinshasa ·
Djibouti ·
Egypte ·
Equatoriaal-Guinea ·
Eritrea ·
Ethiopië ·
Gabon ·
Ghana ·
Guinee ·
Ivoorkust ·
Jemen ·
Kameroen ·
Kenia ·
Lesotho ·
Liberia ·
Libië ·
Madagaskar ·
Mali ·
Marokko ·
Mauritius ·
Mozambique ·
Namibië ·
Nigeria ·
Oeganda ·
Rwanda ·
Sao Tomé en Principe ·
Senegal ·
Seychellen ·
Sierra Leone ·
Soedan ·
Somalië ·
Swaziland ·
Tanzania ·
Togo ·
Tsjaad ·
Tunesië ·
Zambia ·
Zimbabwe ·
Zuid-Afrika ·
Zuid-Soedan
SFF · A-internationals · Seychels vrouwenelftal
1980 - 1989 · 
1990 - 1999 · 
2000 – 2009 · 
2010 – 2019 ·
2020 − 2029
Algerije ·
Angola ·
Bangladesh ·
Botswana ·
Burkina Faso ·
Burundi ·
Comoren ·
Congo-Kinshasa ·
Eritrea ·
Ethiopië ·
Gabon ·
Gambia ·
Ivoorkust ·
Kenia ·
Lesotho ·
Libië ·
Madagaskar ·
Malawi ·
Malediven ·
Mali ·
Mauritius ·
Mozambique ·
Namibië ·
Nigeria ·
Oeganda ·
Palestina ·
Rwanda ·
San Marino ·
Sierra Leone ·
Soedan ·
Sri Lanka ·
Swaziland ·
Tanzania ·
Tunesië ·
Zambia ·
Zimbabwe ·
Zuid-Afrika ·
Zuid-Soedan